# St. Jakobus der Ältere (Hafenlohr)

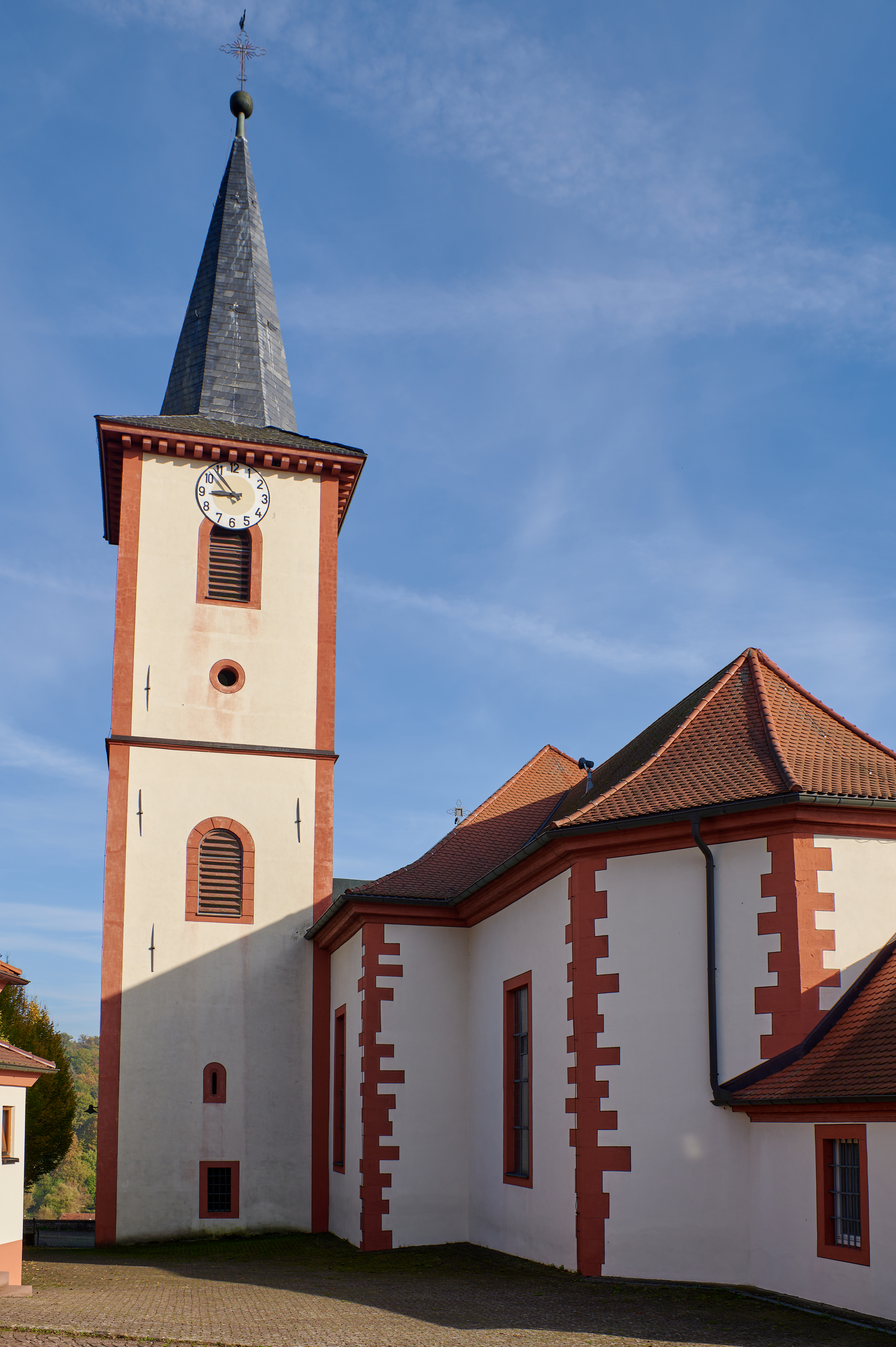
St. Jakobus der Ältere in Hafenlohr

Die römisch-katholische Pfarrkirche St. Jakobus der Ältere steht in Hafenlohr, einer Gemeinde im unterfränkischen Landkreis Main-Spessart in Bayern. Der Turm des denkmalgeschützten Bauwerks stammt im Kern aus dem frühen 17. Jahrhundert. Die Pfarrei gehört zur Pfarreiengemeinschaft St. Laurentius im Spessart (Marktheidenfeld) im Dekanat Main-Spessart des Bistums Würzburg.

## Beschreibung
Das mit einem abgewalmten Satteldach bedeckte Langhaus und der eingezogene, dreiseitig abgeschlossene Chor im Westen der klassizistischen Saalkirche wurden 1814 erneuert. Der seitlich an der Nordwand des Langhauses stehende Kirchturm, der mit einem achtseitigen, schiefergedeckten Knickhelm bedeckt ist, entstand bereits 1651. Sein oberstes Geschoss beherbergt die Turmuhr und den Glockenstuhl, in dem drei Kirchenglocken hängen, von denen zwei sowohl im Ersten als auch im Zweiten Weltkrieg jeweils zwei abgeliefert werden mussten. Der Hochaltar, er zeigt die Trinität, die vom heiligen Jakobus und dem heiligen Kilian flankiert wird, und die beiden Seitenaltäre wurden 1816 aufgestellt. Die Kanzel wurde 1814 erworben. Die Statue des heiligen Eucharius stammt aus dem 13. Jahrhundert. Das Taufbecken trägt die Jahreszahl 1631. Die heutige Orgel auf der Empore hat 17 Register, 2 Manuale und ein Pedal und wurde 1925 von der Giengener Orgelmanufaktur Gebr. Link errichtet.